# صلاة النوم
صلاة النوم هي إحدى صلوات الكنيسة القبطية الأرثوذكسية. رتبت بمناسبة وضع السيد المسيح في القبر، وبمناسبة أنها آخر ساعة من ساعات عمر الإنسان في نهاره. نطلب فيها خلاصا من الدينونة الرهيبة. وتقابل الساعة السادسة مساء بالتوقيت الإفرنجي.